# Tuba Atlantic
Tuba Atlantic ist eine norwegische Kurzfilm-Tragikomödie von Hallvar Witzø aus dem Jahr 2010.

## Handlung
Der 70-jährige Fischer Oskar erfährt von seinem Arzt, dass er nur noch sechs Tage zu leben hat. Er entschließt sich, die Zeit zu Hause zu verbringen. Er versucht seinen Bruder in New Jersey zu erreichen, doch ist die Nummer nicht mehr aktuell. Kurz darauf klopft die junge Inger an seine Tür und stellt sich ihm als sein „Sterbeengel“ von christlichen Jesus-Club vor, die ihn auf seinem letzten Weg begleiten soll. Oskar lehnt ihre Zuwendung ab und widmet sich dem Möwenerschießen. Erst als sie es mit einem Sonntagsschuss schafft, eine Möwe zu töten, darf Inger bleiben. Akribisch streicht sie die verschiedenen Stadien seines Wegs zum Tod in einem Heft ab, ist es doch ihr dritter Versuch, einen Menschen bis zu seinem Lebensende zu begleiten – die anderen beiden überlebten. Die Phase „Wut“ überbrückt Inger, indem sie Oskar ein Schlafmittel verabreicht, das ihn den ganzen Tag verschlafen lässt. Schon am nächsten Tag widmet er sich wieder der Möwenjagd und sprengt einige mit einem mit Dynamit versehenen Fisch in die Luft. Obwohl Inger von seinem Verhalten abgestoßen ist und gehen will, bleibt sie.
In späteren Phasen seines Wegs zum Tod kommt Oskar auf seinen Bruder Jon in Amerika zu sprechen. Beide haben seit 30 Jahren wegen eines Erbschaftsstreits keinen Kontakt mehr. Nun würde er gerne noch einmal mit ihm reden, doch ist die Telefonnummer nicht mehr besetzt. Eine letzte Chance ist eine überdimensionale Tuba, die er in Kindertagen mit Jon gebaut hat und deren Ton bei Westwind auch in Amerika zu hören sein müsste. Getestet hatten beide ihre Erfindung noch nie. Als Westwind aufkommt, bringen Oskar und Inger die Tuba zum Tönen. Die so entstehende Schallwelle ist gigantisch, holt die Möwen vom Himmel, bringt im Krankenhaus alle Scheiben zum Bersten und zieht selbst auf entfernten Inseln das Vieh ins Meer. Die Schallwelle erreicht schließlich auch Amerika, wo Jon die Ursache erkennt. Über das Radio fordert er seinen Bruder auf, sein Telefon anzustellen, damit beide telefonieren können. Oskar hört ihn im Radio und stirbt kurz darauf. Inger hat er vorher sein Gewehr vererbt. Die junge Frau streicht die letzte Todesphase in ihrem Heft ab. Als kurz darauf Möwenkot auf ihrem Heft landet, greift sie zum Gewehr und beginnt, die Vögel zu beschießen.

## Produktion
Tuba Atlantic entstand als Abschlussfilm Hallvar Witzøs an der norwegischen Filmhochschule Den norske filmskolen in Lillehammer. Der staatliche Fernsehsender NRK2 zeigte den Film erstmals im August 2010.

## Auszeichnungen (Auswahl)
Bei den Student Academy Awards gewann der Film die Goldmedaille als Bester fremdsprachiger Film. Auf dem Krakow Film Festival erhielt der Film den Don-Quixote-Preis und gewann auf dem Festival du Court-Métrage de Clermont-Ferrand den Prix des Médiathèques.
Tuba Atlantic wurde 2012 für einen Oscar in der Kategorie Bester Kurzfilm nominiert. Erst nach der Oscarverleihung wurde bekannt, dass der Film bereits 2010 im norwegischen Fernsehen gelaufen war, weswegen er nicht ins Oscarrennen hätte gehen dürfen. Die Nominierung wurde daher im Juli 2012 nachträglich als ungültig gewertet.